# Saint-Martin-la-Plaine
Saint-Martin-la-Plaine település Franciaországban, Loire megyében. Lakosainak száma 3768 fő (2022. január 1.). Saint-Martin-la-Plaine Rive-de-Gier, Genilac, Saint-Joseph, Saint-Romain-en-Jarez és Chabanière községekkel határos.

## Népesség
A település népessége az elmúlt években az alábbi módon változott:
| Lakosok száma | 1956 | 2430 | 3168 | 3626 | 3759 | 3727 | 3755 | 3815 | 3799 | 3768 |
|               | 1968 | 1982 | 1990 | 2006 | 2013 | 2015 | 2017 | 2019 | 2020 | 2022 |